# Jean-François Douis
Jean-François Douis (né le 3 mai 1950 à Écouis dans l'Eure) est un joueur de football français qui évoluait au poste de milieu de terrain et d'attaquant.

## Biographie
Jean-François Douis commence sa carrière au FC Rouen. Il joue ensuite pendant six saisons en faveur de l'OGC Nice.
Il retourne ensuite au FC Rouen pour une saison, avant de terminer sa carrière professionnelle au Paris Saint-Germain.
Le 9 août 1969, il inscrit avec Rouen un doublé en Ligue 1, lors de la réception du Stade rennais.
Son bilan en Division 1 s'élève à 183 matchs joués, pour 12 buts marqués. Il joue également sept matchs en Coupe d'Europe.
À partir de 1979, il a joué plusieurs saisons en troisième et quatrième division à Saint-médard-en-jalles.